# Musée H'ART
L’Hermitage Amsterdam est une dépendance du musée de l'Ermitage de Saint-Pétersbourg à Amsterdam. La dépendance est située à l'Amstelhof. Le musée a été ouvert partiellement en 2004 et complètement le 19 juin 2009. Il a été inauguré par la reine Beatrix et le président Medvedev.
C'est actuellement la plus grande dépendance du musée de l'Ermitage, avec une superficie totale du bâtiment de 12 846 m2 et une zone d'exposition de 2 172 m2.